# 3462 Zhouguangzhao
3462 Zhouguangzhao è un asteroide della fascia principale. Scoperto nel 1981, presenta un'orbita caratterizzata da un semiasse maggiore pari a 2,4545888 UA e da un'eccentricità di 0,2135610, inclinata di 5,79095° rispetto all'eclittica.